# هيذر ألبرت
هيذر ألبرت (بالإنجليزية: Heather Albert)‏ هي دراجة أمريكية، ولدت في 27 مايو 1968.

## وصلات خارجية
- هيذر ألبرت على موقع أرشيف الدراجات (الإنجليزية)
- هيذر ألبرت على موقع نسبة الدراجات (الإنجليزية)